# 朱添华
朱添华（？—），印度尼西亚归侨，中华人民共和国政治人物，中华全国归国华侨联合会原副主席，全国人民代表大会华侨委员会原副主任，第九届全国人大代表。